# Kamisado
Kamisado ist ein 2009 im HUCH! & friends-Verlag erschienenes abstraktes Brettspiel von Peter Burley für zwei Spieler. Am 24. März 2016 erschien die offizielle digitale Version von Kamisado als iOS- und Android-App.

## Inhalt
- 1 Spielbrett
- 8 schwarze und 8 weiße Drachentürme
- 22 Drachenzahnmarker

## Spielablauf

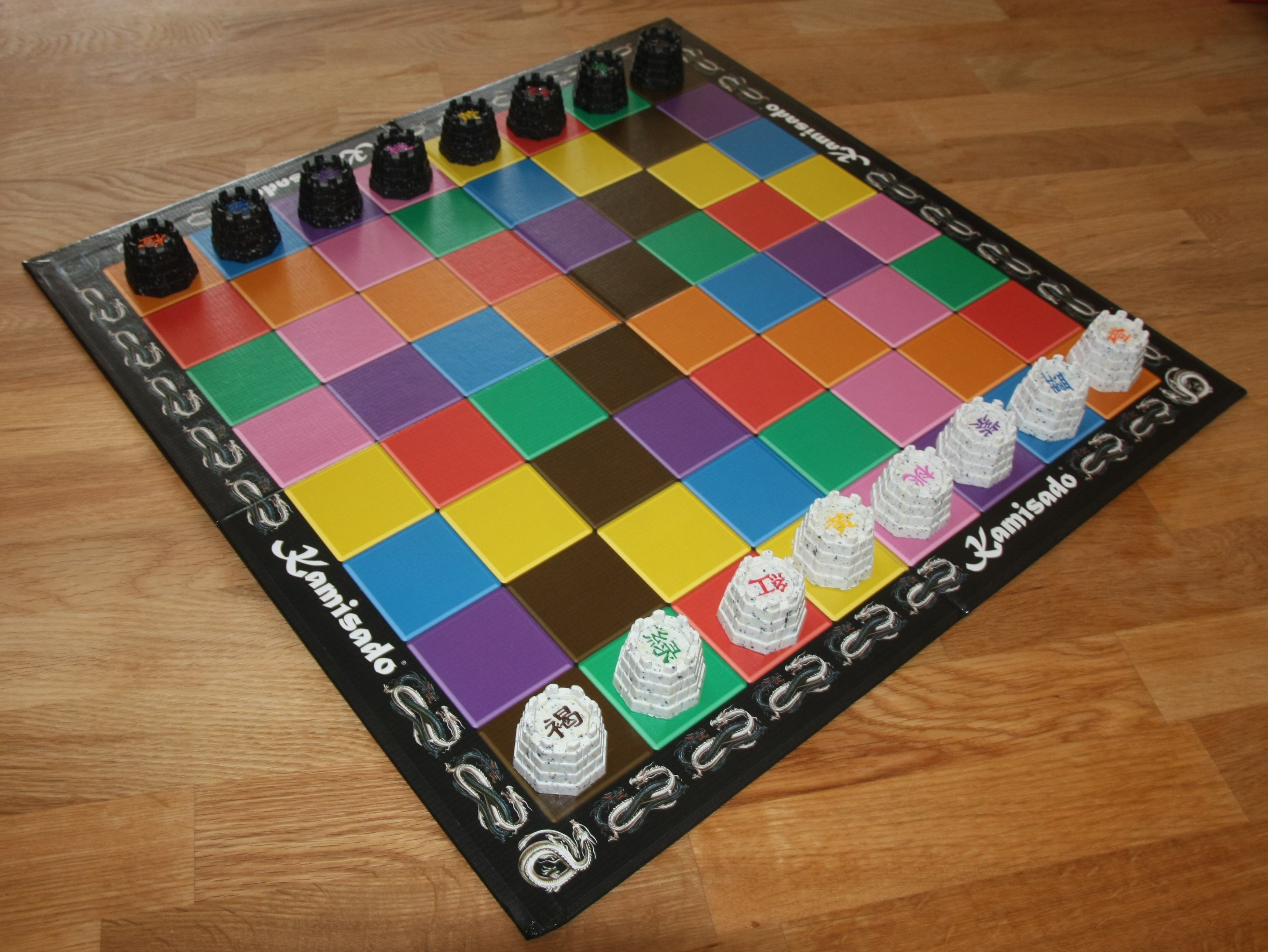
Ausgangsstellung für Kamisado

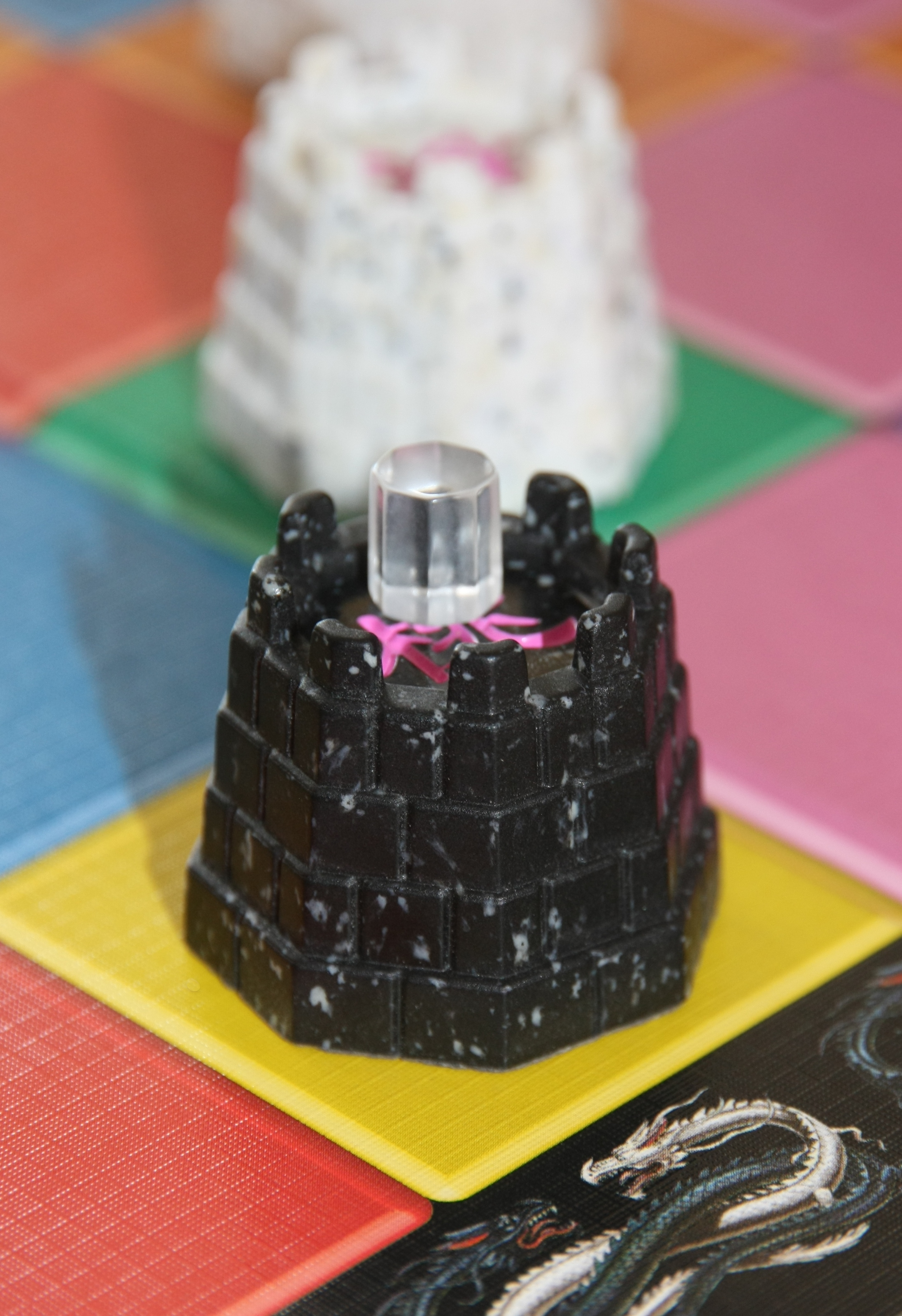
Eine Sumo-Figur: ein Drachenturm ausgezeichnet mit einem Drachenzahn

Gespielt wird auf einem schachbrettartigen Spielfeld mit 64 Feldern, die in acht verschiedenen Farben nach einem bestimmten Muster markiert sind.
Jeder der beiden Spieler, schwarz und weiß, hat acht Spielfiguren, die als Drachenturm ausgeführt sind und von denen jede eine der acht Farben des Spielbretts trägt.
Zu Beginn positioniert jeder Spieler seine Spielfiguren auf einer Grundseite des quadratischen Spielfeldes, wobei die farbigen Markierungen der Spielfiguren denen der Felder entsprechen.
Für einen Zug kann jeder Spieler eine seiner Spielfiguren eine beliebige Anzahl Felder entweder vorwärts oder diagonal ziehen, ohne dabei andere Figuren zu überspringen.
Die Farbe des Spielfeldes, auf dem ein Zug endet, bestimmt die Farbe der gegnerischen Spielfigur, mit welcher dieser seinen nächsten Zug vornehmen muss.
Spieler schwarz beginnt, indem er eine beliebige seiner acht Figuren auswählt und diese vorwärts oder diagonal zieht.
Gewonnen hat der Spieler, der als erstes eine seiner Spielfiguren auf ein Feld der gegnerischen Grundlinie ziehen konnte.
Ein Kamisado-Spiel kann auch über mehrere Partien geführt werden.
Dazu wird nach jeder Partie die Spielfigur, die auf die gegnerische Grundlinie gelangt ist, mit einem sogenannten Drachenzahn ausgezeichnet.
Spielfiguren mit einem oder mehreren Drachenzähnen verfügen in darauffolgenden Partien über zusätzliche Rechte und werden Sumos genannt.
Sie können dann unter bestimmten Bedingungen gegnerische Spielfiguren mit einem „Sumo-Stoß“ zurückdrängen.
Sumo-Figuren bringen Punkte, wobei die Anzahl der Punkte von der Anzahl der Drachenzähne abhängt, mit der sie ausgezeichnet sind.
Das Kamisado-Spiel endet dann, wenn ein Spieler eine zuvor festgelegte Punktzahl erreicht.
In der Spielanleitung sind Varianten mit 3, 7 und 15 notwendigen Punkten beschrieben.

## Auszeichnungen
- 2009: International Gamers Award: nominiert[2]
- 2010: Spiel des Jahres: Empfehlungsliste[3]
- 2010: Deutschen Lernspielpreis: nominiert[4]